# Blinde hoornmijt
De blinde hoornmijt (Archegozetes longisetosus) is een in de tropen vaak voorkomende mijt uit de familie hoornmijten (Galumnidae). De mijt weegt ongeveer een tienduizendste gram en is kleiner dan een millimeter.

## Kracht
Op 21 augustus 2007 werd in het tijdschrift Journal of Experimental Biology door de universiteit van het Duitse Tübingen bekendgemaakt dat het diertje, in verhouding tot zijn eigen gewicht, het grootste gewicht vast kan houden. Op een ruw verticaal oppervlak kan een trekkracht bereikt worden van 530 maal het eigen gewicht, op een horizontaal ruw oppervlak kan dit oplopen tot 1180 maal het gewicht van de mijt.